# 酒井あゆみ
酒井 あゆみ（さかい あゆみ、1971年12月12日 - ）は、元風俗嬢のノンフィクション作家。自身の体験をふまえたルポにより、売春・準売春の実態を描いて、肯定的な姿勢はとっていない。「酒井あゆみ」はペンネーム。

## 経歴
福島県生まれ。父親は歯科医であったが、後にスーパーマーケット経営を始め事業に失敗。1989年、高校卒業後、家出同然にバンドデビューを夢見て上京。親戚の歯科医を頼り、助手として働いたが、キャバクラのアルバイトがばれ、4ヶ月で追い出される。新宿と大久保のキャバクラを掛け持ちしていたが、バンドを通じて知り合った男にファッションヘルスの店を紹介されて、風俗嬢となる。
18歳から22歳までの間に、「風俗のフルコース」(ファッションヘルス、性感マッサージ、ソープランド、ホテトル)のほか、愛人業、AV女優（端役）を経験（1992年頃、東電OL殺人事件の被害者と同じホテトルに在籍していたことがある）。
この間、ヘルスに来た客に一目ぼれし、12年間付き合うことになる。1992年、その男と「AVプロダクション」を設立。AV嬢や風俗嬢の相談に乗ることが多くなり、1994年、作家の取材コーディネートをきっかけに知り合った出版社の編集者の勧めで、デビュー作『東京夜の駆け込み寺』を出版。その著作を原案とし、TBSの深夜番組「TOKYO夜の駆け込み寺」になる。MCは野々村真、飯島愛、酒井あゆみ。
その後、風俗嬢のルポ『眠らない女』『セックスエリート』などを出版。12年間付き合った男と別れた後、男を買うようになり、その経験をもとに『レンタル彼氏』『人妻風俗嬢』『売る男　買う女』などを出版。

## 著書
- 『東京夜の駆け込み寺』(ザ・マサダ 1995/1) ※のちアウトロー文庫（幻冬舎  1997/10)
- 『堕ろすとき… 思いもせぬ妊娠。そのとき娘たちは?』(ザ・マサダ 1995/6) ※のち文庫(ぶんか社  2006/4)
- 『禁断の25時』（ザ・マサダ 1997/10)
- 『眠らない女 昼はふつうの社会人、夜になると風俗嬢』(幻冬舎 1998/7) ※のちアウトロー文庫 （同社 2001/6)
- 『秘密 人妻と風俗嬢、ふたつの顔を持つ女たち』（幻冬舎 1999/7) ※のちアウトロー文庫『人妻風俗嬢』(同社 2002/2）
- 『快感のいらない女たち』(講談社 2000/8) ※のち文庫（ぶんか社 2006/8)
- 『殴られる女殴る男』(二見書房 2000/12)
- 『売春論 love for sell』(河出書房新社 2005/6/21) ※のち文庫(同社 2010/4/2)
- 『セックスエリート 年収1億円、伝説の風俗嬢をさがして』幻冬舎 2005/3 ※のちアウトロー文庫(同社 2006/12)
- 『撮影現場にきた女たち』(二見書房 2005/12)
- 『レンタル彼氏』(幻冬舎 2005/12)  ※のちアウトロー文庫(同社 2006/12)
- 『ドナドナ彼氏 売れっ子エロルポライターの年下・だめんず操縦記』(ワニブックス 2006/1/20)
- 『風俗嬢、その後。 』(河出書房新社 2006/11/16） ※のち文庫『売春という病』(同社 2011/5/7)
- 『売る男、買う女』(新潮社 2008/2/1）
- 『売れる女売れない女 いい女を仕立てるハダカ業界20の作法』酒井春平共著 (ジュリアン 2008/3/1)
- 『ラブレスセックス　1グラムの愛も介在しないセックス、それは世の中で最も純粋な欲望のカタチ。』(新潮社 2012/12/18)

## 漫画原作・原案
- 『レンタル彼氏』 原作 倉科遼　原画 東克美、花小路ゆみ　マンサンコミックス 2006/7/29
- 『レンタル彼氏』 原画 秋元奈美　デザートコミックス 2007/2/13
- 『セックスエリート 伝説の風俗嬢編』　共作画　イースト・プレス　2007/10
- 『セックスエリート ふたつの顔をもつ女編』　共作画　イースト・プレス 2007/10

## 映画監修・原作
- 『TOKYO NOIR』 2004年 製作・配給：ケイエスエス 監督：石岡正人、熊澤尚人 製作協力：ゴールド・ビュー
- 『セックスエリート　年収１億円、伝説の風俗嬢をさがして』　2007年　配給:ミュージアム　監督：KAZUTAKA

## ドラマ原案
- 『レンタル彼氏 〜私、男買ってます〜』（全10話）2006年 GyaOにて配信。主演 喜多嶋舞